# Paul Leclercq
Paul Leclercq (Brussel, 20 november 1863 - aldaar, 4 april 1944) was een Belgisch magistraat. Van 1926 tot 1938 was hij procureur-generaal bij het Hof van Cassatie.

## Biografie

### Familie
Paul Leclercq was een telg uit de familie Leclercq. Hij was een zoon van Louis Leclercq (1829-1883), magistraat en provincieraadslid van Brabant, en een kleinzoon van Mathieu Leclercq (1796-1889), liberaal politicus en raadsheer in en procureur-generaal bij het Hof van Cassatie. Hij was een broer van Georges Leclercq (1858-1936), advocaat en stafhouder van de balie bij het Hof van Cassatie, een oom van Robert Gendebien, en een schoonbroer van Gustave Francotte, advocaat, provincieraadslid van Luik, gemeenteraadslid van Luik, volksvertegenwoordiger, minister van Nijverheid en Arbeid en voorzitter van het Internationaal Instituut van de Middenstand, Lucien Van de Vin, lid van de Koloniale Raad en directeur van de Nationale Bank van België en Victor Gendebien, raadsheer in het Hof van Cassatie.
Hij was gehuwd met Marguerite Pauwels (1863-1887). Haar broer Maurice was een schoonzoon van architect Joseph Poelaert. Ze kregen drie zoons, waaronder Jacques Leclercq (1891-1971), theoloog en hoogleraar aan de Katholieke Universiteit Leuven.

### Loopbaan
Leclercq werd op 24-jarige leeftijd substituut-procureur des Konings. Hij werd achtereenvolgens:
- 1898 - substituut-procureur-generaal bij het hof van beroep in Brussel,
- 1903 - advocaat-generaal bij het hof van beroep in Brussel,
- 1913 - advocaat-generaal bij het Hof van Cassatie,
- 1926 - procureur-generaal bij het Hof van Cassatie.

Op 20 november 1938 ging hij met emeritaat.
Hij ontving een eredoctoraat van de Université libre de Bruxelles.